# 嗣子
嗣子是指被指定為繼承人的兒子，在漢字文化圈傳統嫡長子繼承制中，一般以嫡長子為嗣子，無嫡子則以庶長子為嗣子，無子者常會通過過繼或收養等程序以他人之子作為嗣子。
在女性擁有繼承權的情況下，指定的女性繼承人稱為嗣女。